# Cristallerie

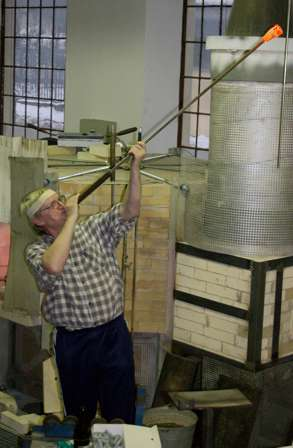
Un souffleur de verre et sa canne.

Une cristallerie est une usine ou un lieu artisanal de production de cristal (verre enrichi en plomb).

## Histoire
En 1786, en France, la famille royale a décidé de construire au Creusot la manufacture de cristaux de la Reine. L'ancienne cristallerie est aujourd'hui appelée château de la Verrerie ; on y trouve un musée sur la verrerie et l'industrie du Creusot.

## Cristallerie et santé
Le nombre de four à cristal tend à diminuer en raison de la dangerosité de cette activité pour les ouvriers, mais surtout aussi du coût économique, s'agissant d'une activité à forte intensité de main d'œuvre. 
Les ouvriers étaient exposés au plomb, via l'air chargé de vapeur ou de poussières notamment, et à d'autres additifs du verre (trioxyde d'arsenic par exemple) ou à l'acide fluorhydrique utilisé pour graver le verre. Ils risquaient diverses maladies dont le saturnisme, l'anémie, certains cancers. 
Le travail à froid du cristal (à la meule ou à l'acide…) exposait également les ouvriers ou artisans au saturnisme et à d'autres pathologies.